# Projet d'accès numérique intégral aux archives de la Société des Nations
Le projet d’accès numérique intégral aux archives de la Société des Nations (en anglais : League of Nations Total Digital Access, LONTAD) est un projet de numérisation à grande échelle financé par des fonds privés, visant à numériser, préserver et fournir un accès en ligne aux archives de la Société des Nations. Son objectif fondamental est de moderniser l'accès aux archives pour les chercheurs, les établissements d'enseignement et le grand public. Ce projet s'inscrit dans la continuité des travaux de l'archiviste français Yves Pérotin, auteur des premiers instruments de recherche normalisés des archives de la SDN. Le projet LONTAD aboutit à 250 téraoctets de données (près de 30 millions de fichiers numériques), à plus de 500 000 unités documentaires décrites et 3,5 millions de métadonnées descriptives, ainsi qu’au reconditionnement, à la préservation et à la conservation des archives physiques (près de 3 kilomètres linéaires),,,,. Le projet est géré par la Section de la mémoire institutionnelle (IMS) de la Bibliothèque de l'Office des Nations Unies à Genève. Lancé en 2017, il s'est achevé en octobre 2022,,.

## Archives de la Société des Nations
Les archives de la Société des Nations comprennent environ 15 millions de pages de contenu, depuis la création de la SDN en 1919 jusqu’à sa dissolution qui a commencé en 1946. Ces archives sont conservées à l’Office des Nations unies à Genève et sont considérés comme un fonds d’importance historique pour les Nations unies à Genève,,,

## Fonctionnement du projet
Le projet, centré sur la numérisation, la préservation numérique et physique ainsi que l’accès en ligne, se divise en trois grandes opérations : pré-numérisation, numérisation et post-numérisation. Chaque composante comprend sa propre équipe spécialisée,.

### Pré-numérisation

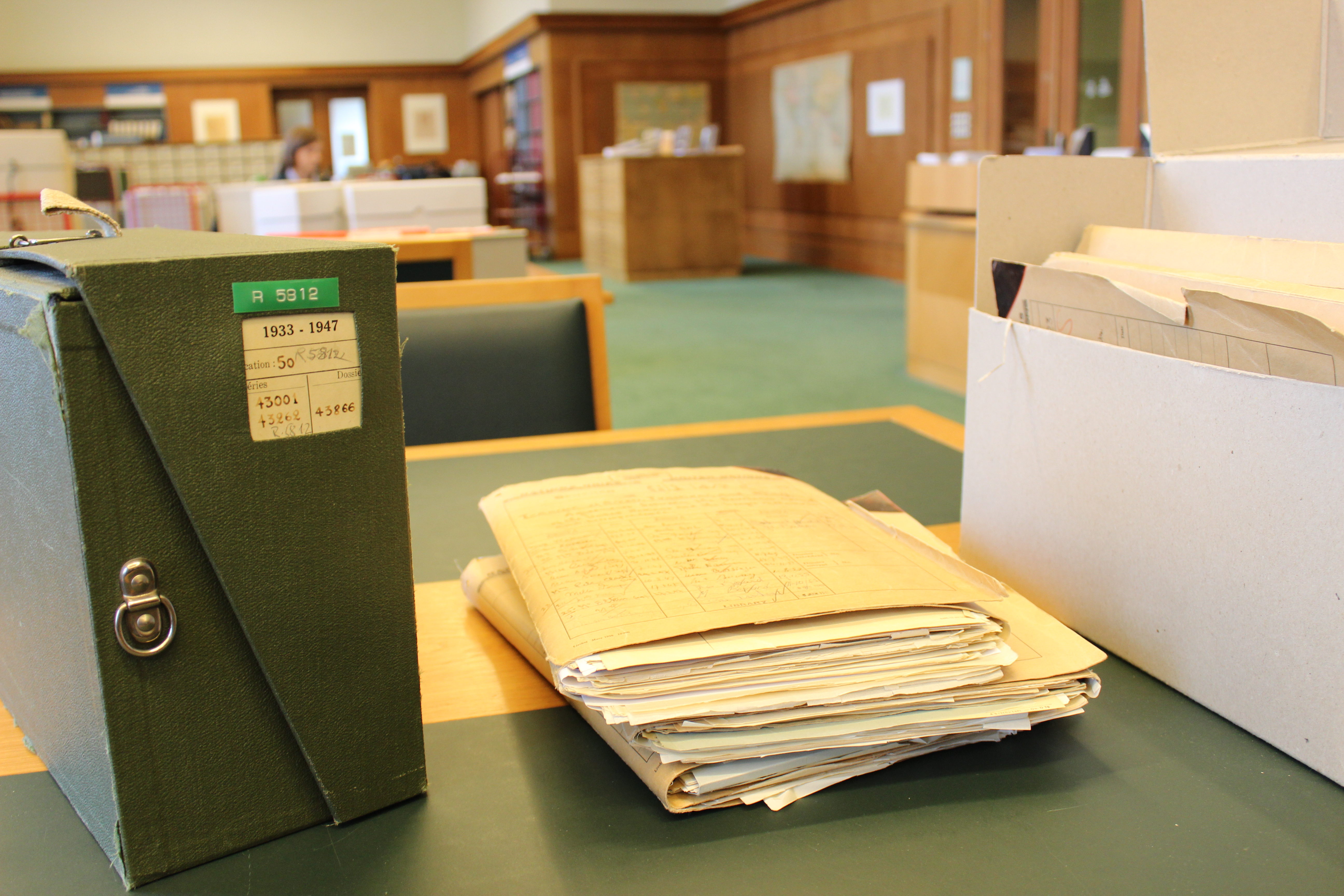
Echantillon de boîtes et de documents provenant des archives de la Société des Nations. Les boîtes en vert foncé sont des originaux qui seront remplacées par des conditionnements neutres chimiquement lors de la pré-numérisation.

Les activités de pré-numérisation se concentrent principalement sur la préparation physique et la conservation. L'équipe de pré-numérisation effectue la réparation des documents endommagés, reconditionne les documents dans des supports durables, isole toutes les photographies avec du papier neutre,. Les archives sont ensuite triées, classées et indexées selon les normes du projet, et inventoriées dans le système de gestion des archives.

### Numérisation
Le projet LONTAD travaille en étroite collaboration avec un prestataire externe spécialisé dans le domaine de la numérisation. L’équipe de numérisation utilise des scanners à prise de vue verticale, munis de support de livre et conçus pour la numérisation patrimoniale (de type Copibook). Un fichier « master » (JPEG-2000 format) ainsi qu’un fichier de consultation (PDF) traité avec une reconnaissance optique de caractères sont produits et livrés à l’équipe de post-numérisation,,,.

### Post-numérisation
Les activités de post-numérisation sont principalement centrées sur le contrôle qualité et la création des métadonnées. L’équipe de post-numérisation effectue un contrôle qualité sur les images numérisées. Un contrôle de qualité physique est également effectué sur un échantillon de documents afin d’assurer la préservation à long terme,.
La création des métadonnées consiste en la description et l’indexation des archives. Les métadonnées descriptives créées constituent l’élément clé pour donner accès au fonds numérique. L’équipe de post numérisation travaille également à la standardisation et à la documentation des processus de description et utilise la méthode MoSCow pour le contrôle qualité et les opérations de correction des métadonnées,.
L’équipe de post-numérisation assure la publication en ligne sur le système d’accès numérique, importe les fichiers dans le système de préservation numérique et coordonne certaines fonctions de communication et d’accès comme Twitter et la mascotte du projet : Lontadinho,.

## Objectifs de recherche
Le projet LONTAD vise à rendre plus accessibles les archives de la Société des Nations aux chercheurs. Ce projet cherche à le faire dans le cadre de trois objectifs de recherche : rassembler les connaissances et fournir un accès mondial, permettre un accès normalisé et complet par le biais d’une description archivistique conforme à la norme ISAD(G) et favoriser de nouvelles voies d’analyse, en particulier dans le cadre des humanités numériques,,.